# Попелюхи (Тульчинський район)
Попелюхи — селище в Україні, у Піщанській селищній громаді Тульчинського району Вінницької області. Населення становить 468 осіб.

## Історичні відомості
Попелюхи розвивалися як станційне поселення, більшість мешканців працювала на залізниці.
7 (20) листопада 1917 року, відповідно до Третього Універсалу Української Центральної Ради, увійшло до складу Української Народної Республіки.
За зиму 1946-1947 років у Попелюхах від голоду померло 70 селян.
12 червня 2020 року, відповідно до Розпорядження Кабінету Міністрів України від  № 707-р «Про визначення адміністративних центрів та затвердження територій територіальних громад Вінницької області», селище увійшло до складу Піщанської селищної громади.
19 липня 2020 року, в результаті адміністративно-територіальної реформи та ліквідації Піщанського району, воно увійшло до складу новоутвореного Тульчинського району.

## Культура
На початку 90-х років XX століття жителька міста Катовиці, що в Польщі, Гелена Бжозовська подарувала краєзнавчому музею міста Вінниці збірку зі 183 малюнків писанок, що виготовлені її прабабусею Геленою Грохольською на початку XX століття, яка проживала в Попелюхах.

## Галерея

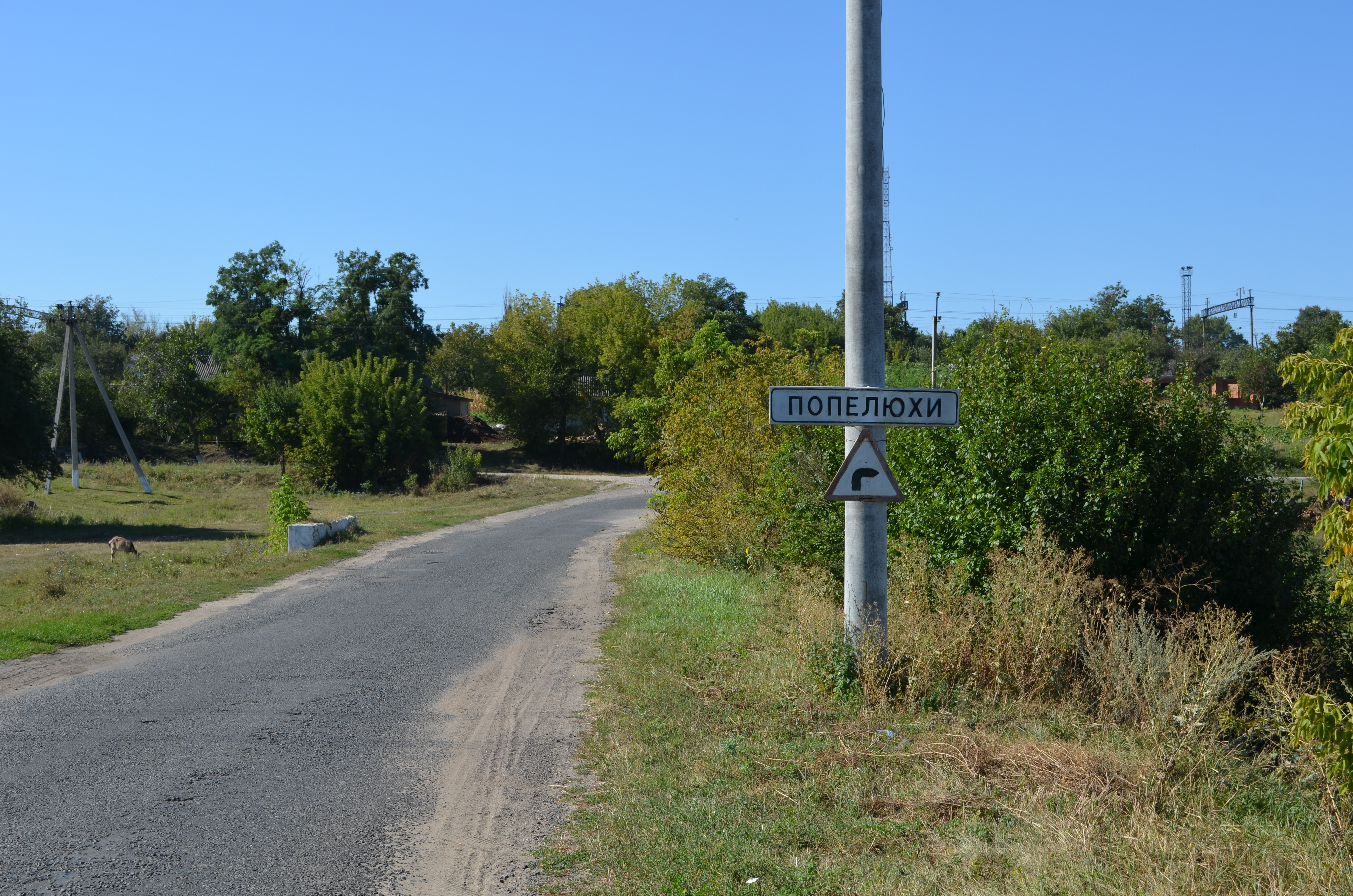
В'їзд до села
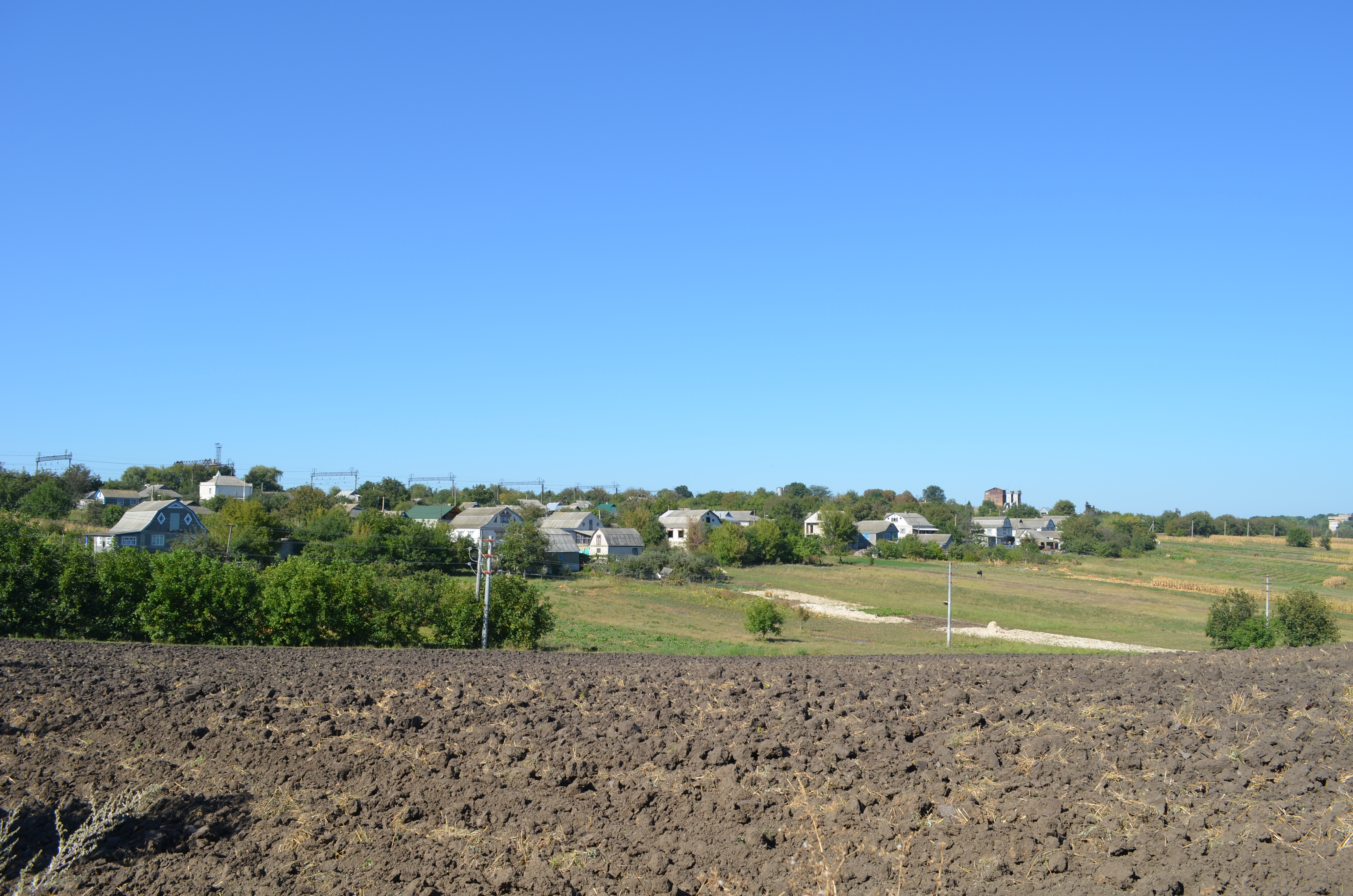
Панорама села
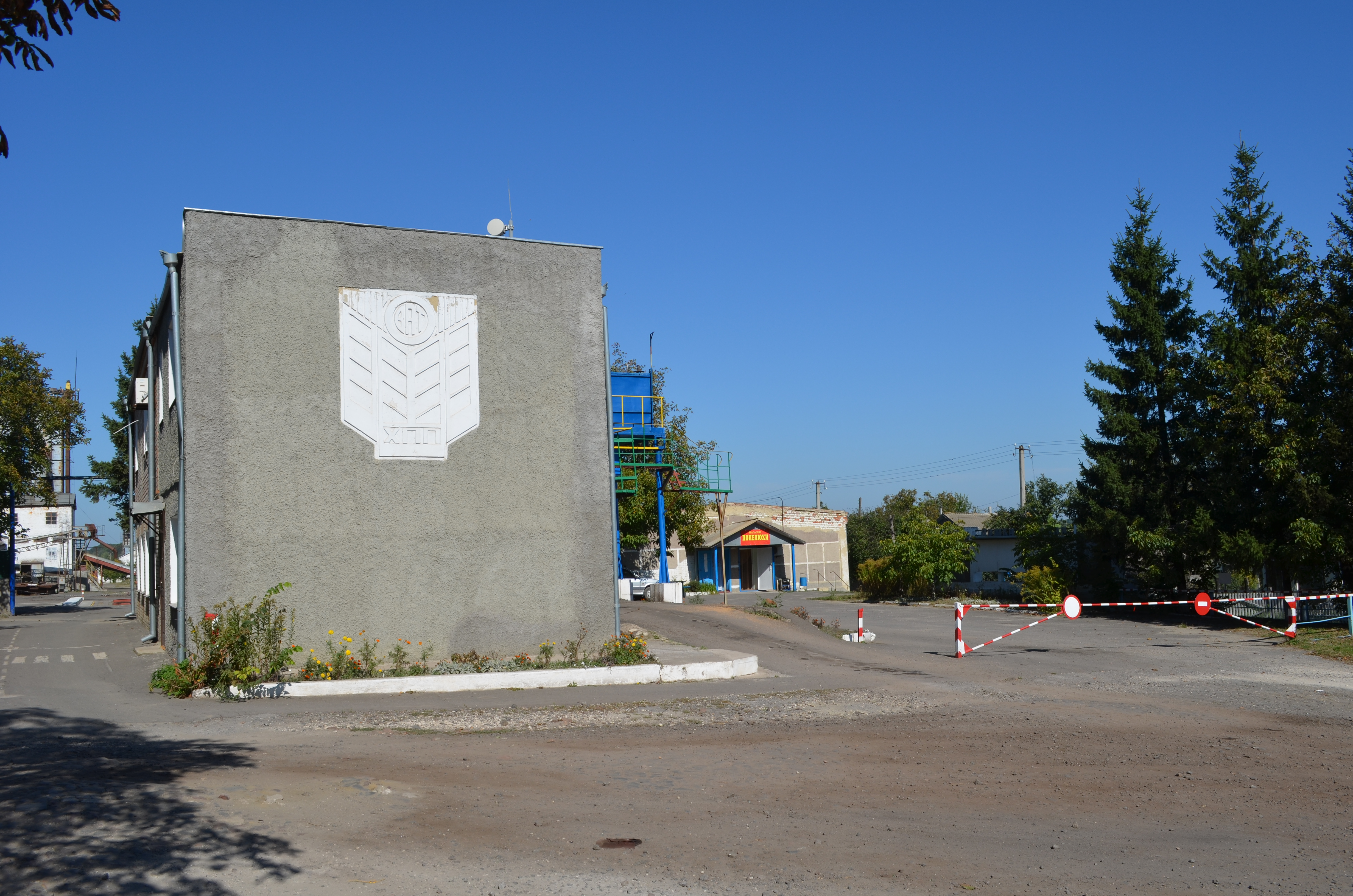
Підприємство
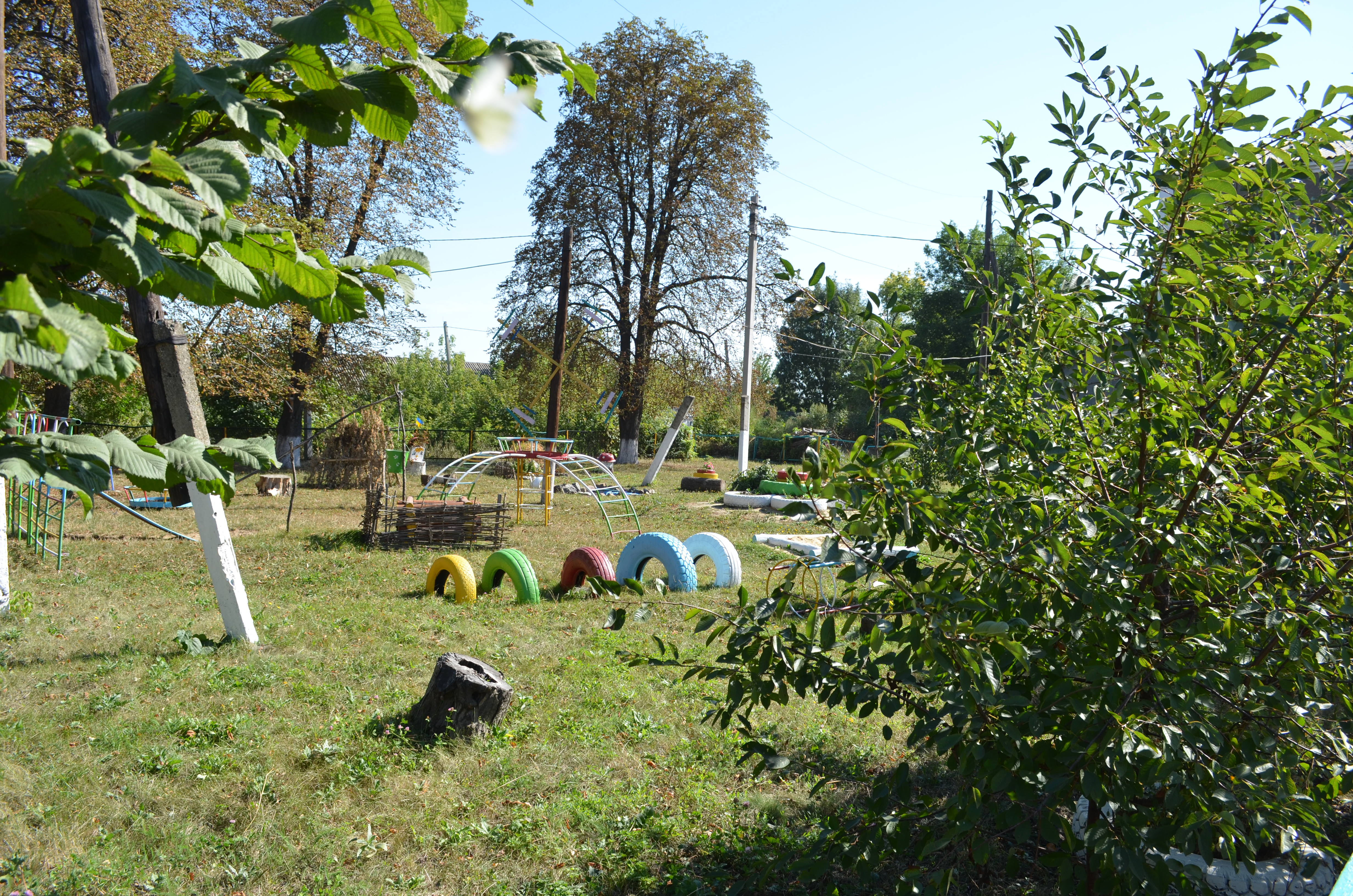
Дитячий майданчик
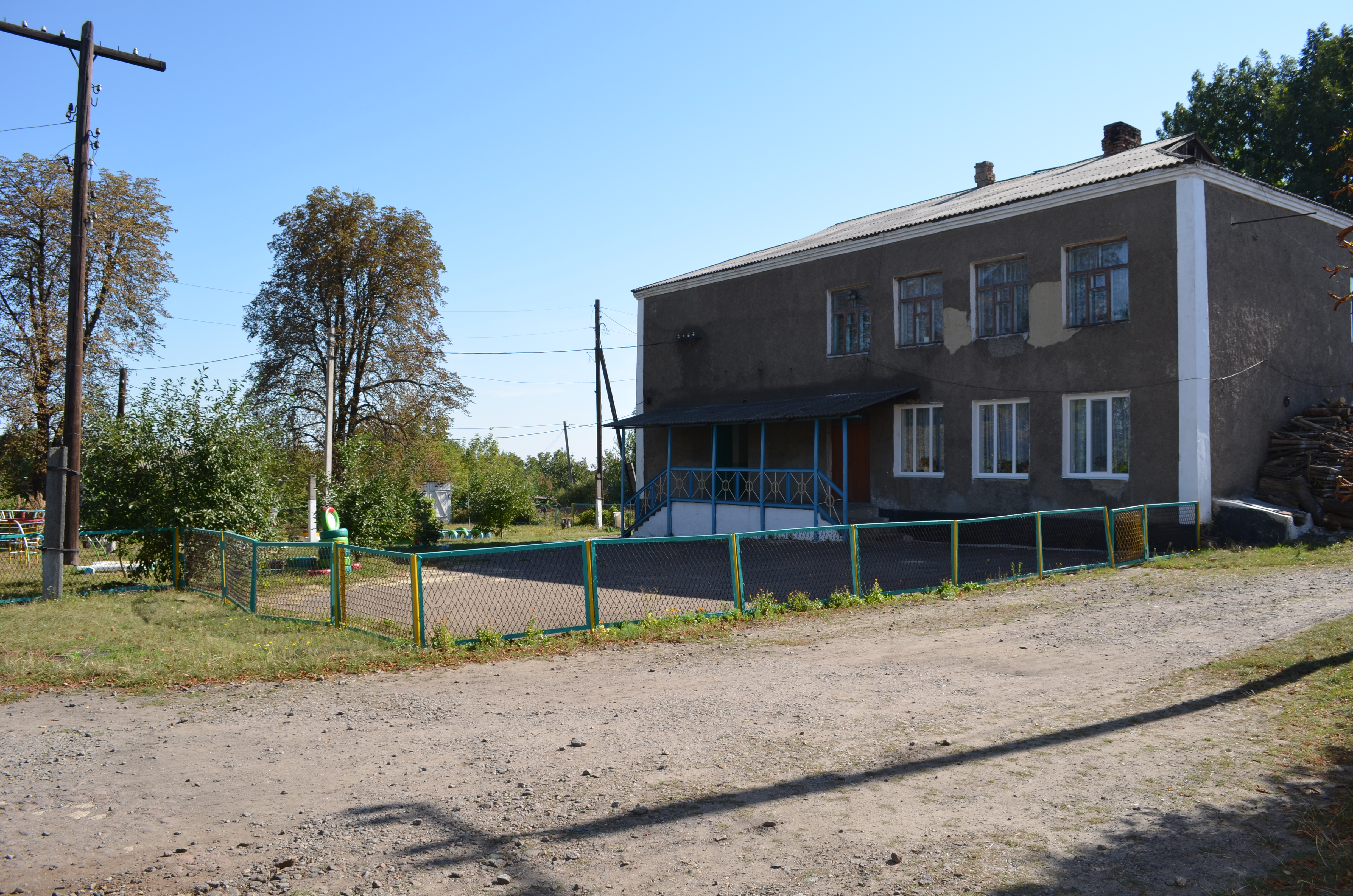
Дитячий садок
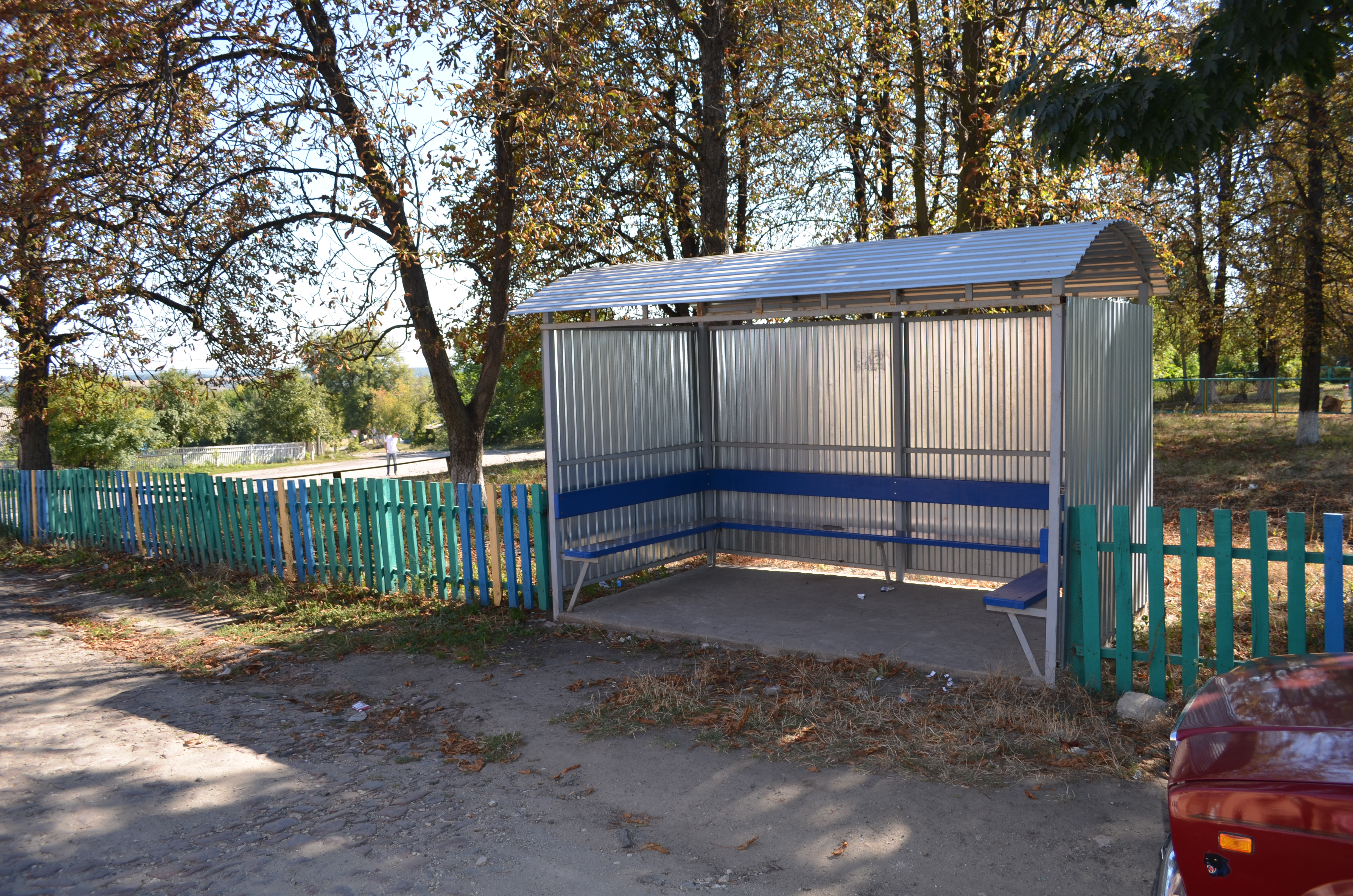
Автобусна зупинка
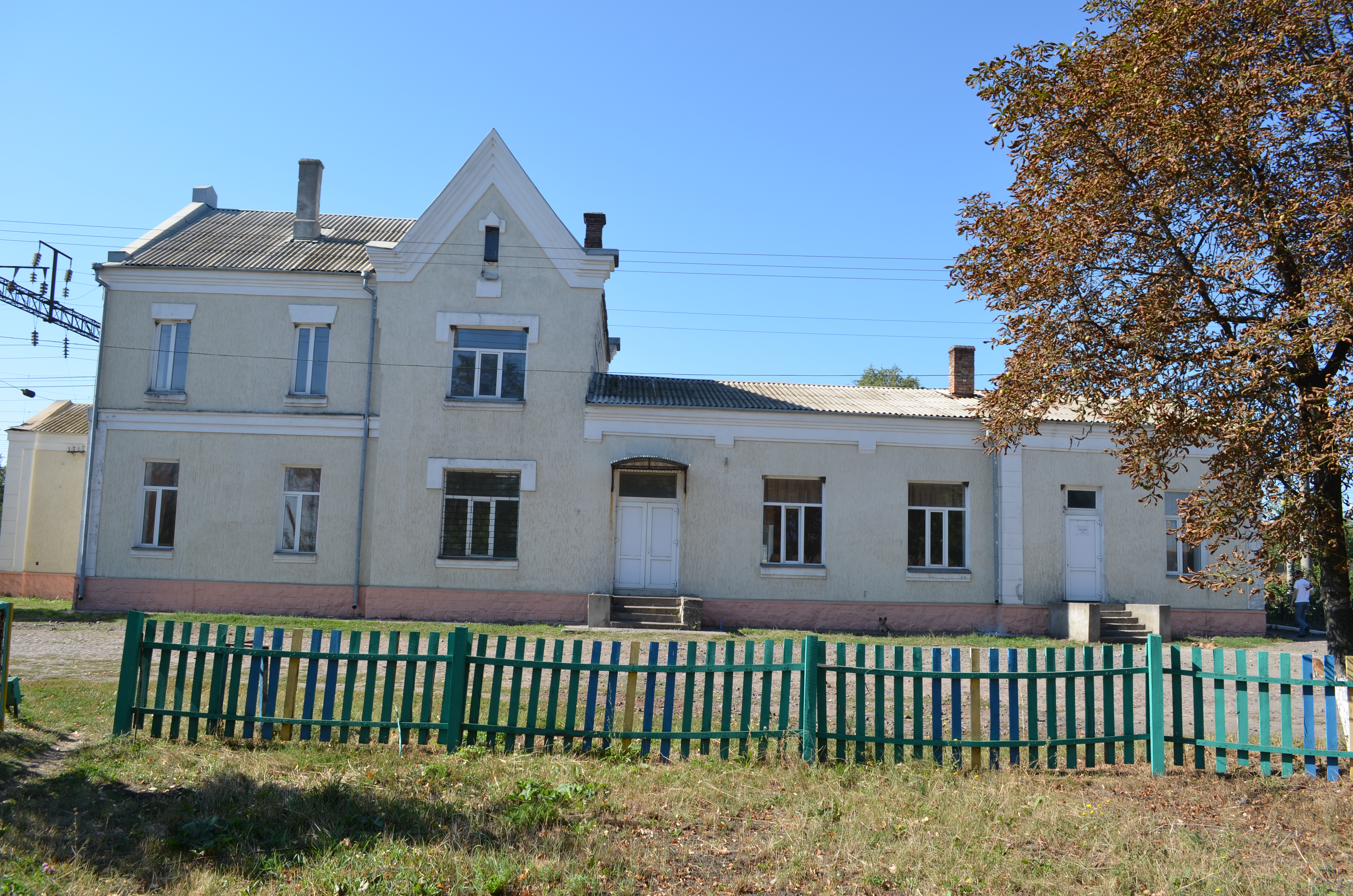
Залізнична станція
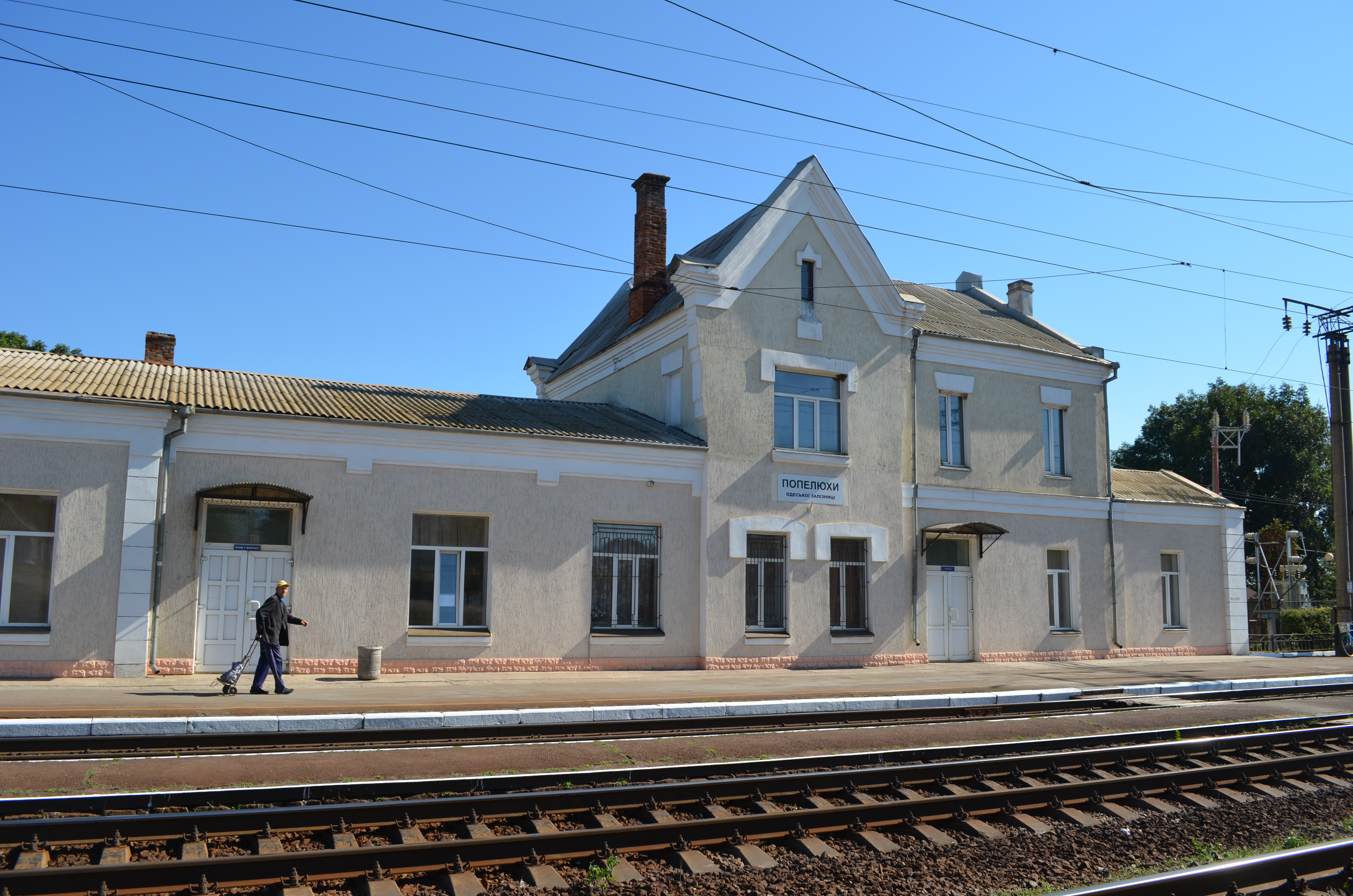
Залізнична станція
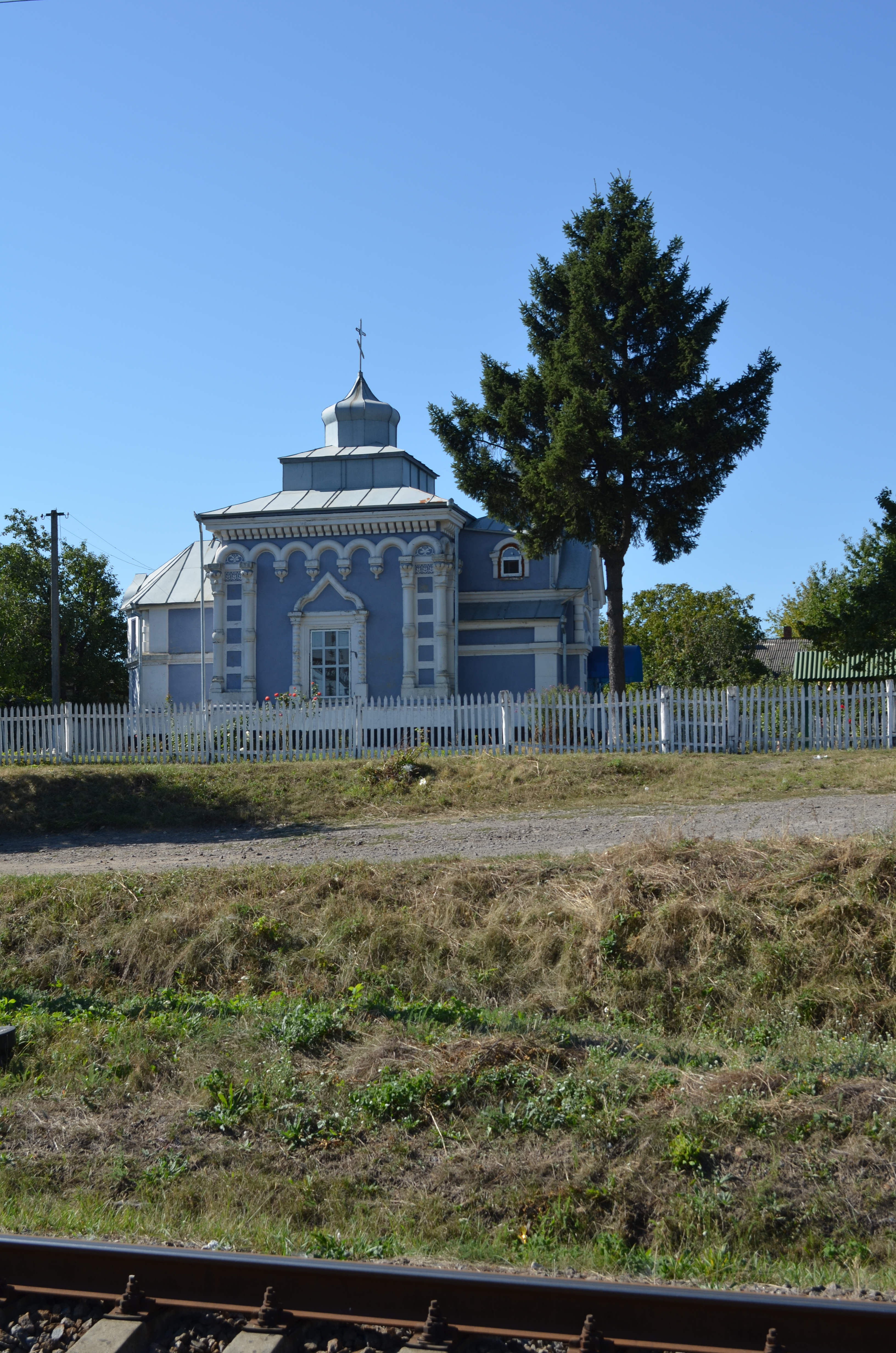
Церква